# Anders Fjelsted
Anders Fjelsted (født 13. maj 1976) er en dansk stand-up komiker, som bor i København. Han startede med at lave stand-up 
tilbage i 1995 og har blandt andet medvirket i Talegaver til børn. Anders Fjelsted spiller også biroller i enkelte film, f.eks. i Far til fire - tilbage til naturen.
Anders Fjelsted udgjorde i fællesskab med Mai-Britt Vingsøe og Lars Johansson den oprindelige værtstrio på NOVA FM's morgenflade GO'NOVA i 2011, hvor han var vært frem til 2013.
Sammen med komikerne Michael Schøt, Dan Andersen, Torben Chris, Thomas Hartmann og Martin Bo Andersen købte han Comedy Zoo i København af bookingbureauet FBI i 2018.
I 2019 lancerede han sammen med kulturforsker Torben Sangild programmet Comedy-Kontoret på Radio4, som blev et af kanalens mest populære udsendelser på podcast. I programmet bruger Fjelsted sin praktiske erfaring som standup-komiker i samspil med Sangilds akademiske tilgang til emnet til at indføre lytteren i standupkomikken med afsæt i uddrag, som den ugentlige gæst medbringer.